# Willy Junod
Willy Junod (* 23. September 1937 in Dombresson) ist ein ehemaliger Schweizer Biathlet.
Willy Junod startete bei den Olympischen Winterspielen 1964 in Innsbruck, platzierte sich zwischen seinen drei Landsleuten auf dem 46. Rang und wurde damit Drittletzter. Während die Laufzeit mittelmässig war, schoss Vogel 13 von 20 Schuss daneben und bekam somit 26 Strafminuten. Zwei Jahre später trat er bei den Biathlon-Weltmeisterschaften 1966 in Garmisch-Partenkirchen an und erreichte den 48. Platz.